# Paul Ritchie (football)
Pour les articles homonymes, voir Paul Ritchie et Ritchie.
Paul Simon Ritchie couramment appelé Paul Ritchie, est un footballeur puis entraîneur écossais, né le 21 août 1975 à Kirkcaldy, Écosse. Évoluant au poste de défenseur central, il est principalement connu pour ses saisons à Heart of Midlothian, Manchester City, Walsall et Dundee United ainsi que pour avoir été sélectionné en équipe d'Écosse.

## Biographie

### Carrière de joueur
Natif de Kirkcaldy, il commence sa carrière avec Heart of Midlothian en 1992. Il y gagne rapidement la réputation d'un jeune joueur prometteur et s'impose en équipe première. Les premières sélections en Écosse espoirs viennent aussi très rapidement.
Le sommet de sa carrière avec Hearts vient en 1998 quand il remporte la Coupe d'Écosse. Son contrat avec Heart of Midlothian se terminant en 2000, de nombreuses rumeurs de transfert ponctuent ses dernières saisons, dont une le menant aux Rangers est plus fort que les autres. Toutefois, Hearts ne voulant pas le vendre directement à un club rival, il est prêté d'abord à Bolton Wanderers pour 6 mois, ce qui lui permet de découvrir la Premier League et de participer aux demi-finales de la FA Cup et de la League Cup. C'est durant cette dernière saison à Hearts et lors de son prêt à Bolton Wanderers qu'il connaît 5 sélections en équipe d'Écosse.
Il rejoint donc finalement les Rangers en juin 2000 en transfert gratuit arrêt Bosman. Néanmoins, de manière très étonnante, Dick Advocaat, l'entraîneur des Gers, prend la décision de le placer sur la liste des transferts deux mois à peine après son arrivée, alors même qu'il n'a joué aucun match officiel sous son nouveau maillot. Manchester City est intéressé et paie 500 000 £ pour le recruter. 
Chez les Citizens, il lutte pour obtenir une place de titulaire et connaît des périodes de prêt à Portsmouth et à Derby County. Après trois saisons, il quitte Manchester City en transfert gratuit pour Walsall. Il y retrouve du temps de jeu, devenant même une pièce indispensable de l'équipe et ses performances lui valent d'être rappelé en équipe d'Écosse pour la première fois depuis 4 ans.
Malheureusement, un problème contractuel le mène à se fâcher avec Jeff Bonser, le président du club, et à son départ lors de l'été 2004. Il rejoint Dundee United retrouvant ainsi la Scottish Premier League. Il y apporte son expérience en défense centrale et devient même capitaine du club. Toutefois, en avril 2006, l'entraîneur Craig Brewster sera libéré de son contrat à la fin de la saison, alors qu'il lui restait un an de contrat.
Son départ est confirmé en août et il rejoint alors l'Omonia Nicosie et découvre le championnat chypriote. Il ne finira pas la saison car une grave blessure aux ligaments croisés le prive de terrain. Il retourne en Écosse et est engagé comme entraîneur des équipes de jeunes de Dundee pendant quelques mois en 2007.
En 2009, il s'engage pour les RailHawks de la Caroline qui jouait alors en Première division des United Soccer Leagues, mais ne fait qu'une seule apparition avant de quitter le club et de terminer sa carrière de joueur.

### Carrière internationale
Ritchie a reçu 7 sélections en Écosse espoirs et 7 aussi en équipe d'Écosse. Sa première sélection A a lieu en avril 1999 pour un match amical face à l'Allemagne. Il recevra 5 autres sélections sur une durée d'un an avant que son manque de temps de jeu à Manchester City ne l'éloigne des radars du sélectionneurs. Il est de nouveau appelé quatre saisons plus tard pour une sélection supplémentaire au vu de ses bonnes performances avec Walsall.

### Carrière d'entraîneur
Après la fin de sa carrière de joueur en 2009 aux États-Unis, il est retourné au Royaume-Uni pour terminer sa formation d'entraîneur et obtenir ses diplômes. Il s'aguerrit auprès de l'académie de Manchester United et retourne ensuite aux RailHawks de la Caroline comme adjoint de Martin Rennie (en) pendant deux saisons.
Quand, en novembre 2011, Rennie quitte son poste pour rejoindre les Whitecaps de Vancouver, Ritchie le suit et restera à ses côtés jusqu'à son renvoi en janvier 2014.

## Palmarès
- Heart of Midlothian :
  - Coupe d'Écosse : 1998

- Dundee United :
  - Finaliste de la Coupe d'Écosse : 2005